# Hogan Ukpa
Effiong Hogan Ukpa (Calabar, 28 settembre 2001) è un calciatore nigeriano, centrocampista dello Struga.

## Carriera

### Club
Il 21 luglio 2022 viene acquistato a titolo definitivo dalla squadra macedone dello Struga.